# Ключаровці-при-Лютомеру
Ключаровці-при-Лютомеру (словен. Ključarovci pri Ljutomeru) — поселення в общині Крижевці, Помурський регіон, Словенія. Висота над рівнем моря: 183,6 м.